# Konstantin Borovoï
Konstantin Borovoï (en russe : Константин Натанович Боровой) né le 6 juin 1948 à Moscou en URSS (aujourd'hui en Russie) est un homme politique libéral russe et un entrepreneur, Membre du Parlement russe (1995-2000), ancien Président du Parti de la Liberté Économique (en) (1992-2003), Président du Parti Ouest par Choix (depuis le 17 mars 2013).

## Biographie
Konstantin Borovoï naît en 1948 à Moscou dans une famille de professeur de mathématiques. En 1965, il sort diplômé d'une école spéciale de mathématiques et rejoint le Komsomol pour se faciliter l'accès aux études supérieures. 
Diplômé de la Faculté d'informatique de l'Institut des chemins de fer de Moscou en 1970 et de la Faculté de mécanique et de mathématiques de l'Université d'État de Moscou en 1974, il soutient sa thèse de doctorat en 1983 et reçoit le titre de Candidat en Sciences Techniques et le titre de Professeur Associé. Jusqu'en 1989, il travaille dans des instituts de recherche et se consacre à l'enseignement.
De 1983 à 1987 a travaillé comme professeur agrégé à la Faculté d'architecture de l'Institut des ingénieurs en gestion du territoire de Moscou. Avant même de quitter l'enseignement supérieur, il se lance dans le commerce. En 1987-1988. il travaille dans divers domaines d'activité au sein de plusieurs coopératives.
De 1989 à 1993, en tant qu'expert et gestionnaire, il participe à la création de nouvelles entreprises pour l'économie moderne : bourses, banques, sociétés d'investissement, sociétés de télévision, agences de presse etc. Il est surtout connu comme co-organisateur et président de la première et plus grande bourse russe. 
En 1990-1993 - président de la Bourse russe des matières premières et des matières premières (RTSB). En 1991 - président de la Société par actions d'investissement russe « Rinako ».
Depuis 1992 - coprésident du conseil d'administration de JSC Relcom.
Depuis fin septembre 1991, il est membre du Conseil de l'entrepreneuriat auprès du Président de l'URSS, membre du Conseil de l'entrepreneuriat auprès du Président de la Fédération de Russie et coprésident de la Fondation pour la politique étrangère de la Fédération de Russie. Directeur financier du Festival ouvert du film russe.
En 1992, il crée le Parti de la liberté économique et la même année, se présente candidat au poste de maire de Moscou, mais les élections n'ont pas lieu.
Depuis mars 1992 - Président de la Banque nationale de Russie.
En octobre 1992, il se présente sans succès aux élections de député du peuple dans la circonscription nationale-territoriale n° 17 de Krasnodar.
Depuis le 18 juin 1993, il dirigeait le groupe de direction temporaire de la société de télévision VKT. À la majorité des voix lors de l'assemblée générale des actionnaires, il a été démis du conseil d'administration de la société de télévision VKT.
Il se dit être victime d'un attentant le 12 mars 1994, sur l'autoroute Yaroslavl-Kostroma, lors duquel sa voiture est attaque et incendiée. Borovoï dit s'être sauvé en sautant de la voiture et en se cachant dans la forêt. Cependant, cette histoire est souvent remise en question.
Depuis avril 1994 - Directeur adjoint de NPO Molniya. Depuis 1995 - chef de la société Borovoï-Trust, associé - président d'Investprombank Leonid Rosenblum. De septembre à octobre 1995 - propriétaire de la radio Boomerang.
Le 21 avril 1996, lors d'une conversation téléphonique entre Borovoï et le premier président de la République tchétchène d'Itchkérie, Djokhar Doudaïev, les services spéciaux russes mènent une opération spéciale, à la suite de laquelle Doudaïev a sera tué par un missile guidé lancé depuis un avion à l'emplacement du signal du téléphone satellite.
Le 14 septembre 1999, lors d'une conférence de presse, il annonce l'implication des services spéciaux russes dans les attentats à la bombe contre des immeubles résidentiels à Moscou. 
Du 17 décembre 1995 jusqu'en décembre 1999, il est membre de la deuxième Douma d'État.
De 2000 à 2003 - éditeur et rédacteur en chef du magazine Amerika.
En 2013, avec Valéria Novodvorskaïa, il crée le parti politique libéral Western Choice dont il devient président. 
Depuis 2014, il vit à Los Angeles, aux États-Unis, où il a demandé l'asile politique.
Le 21 juillet 2023, le ministère russe de la Justice inscrit Borovoï sur la liste des agents étrangers.